# La Dôle

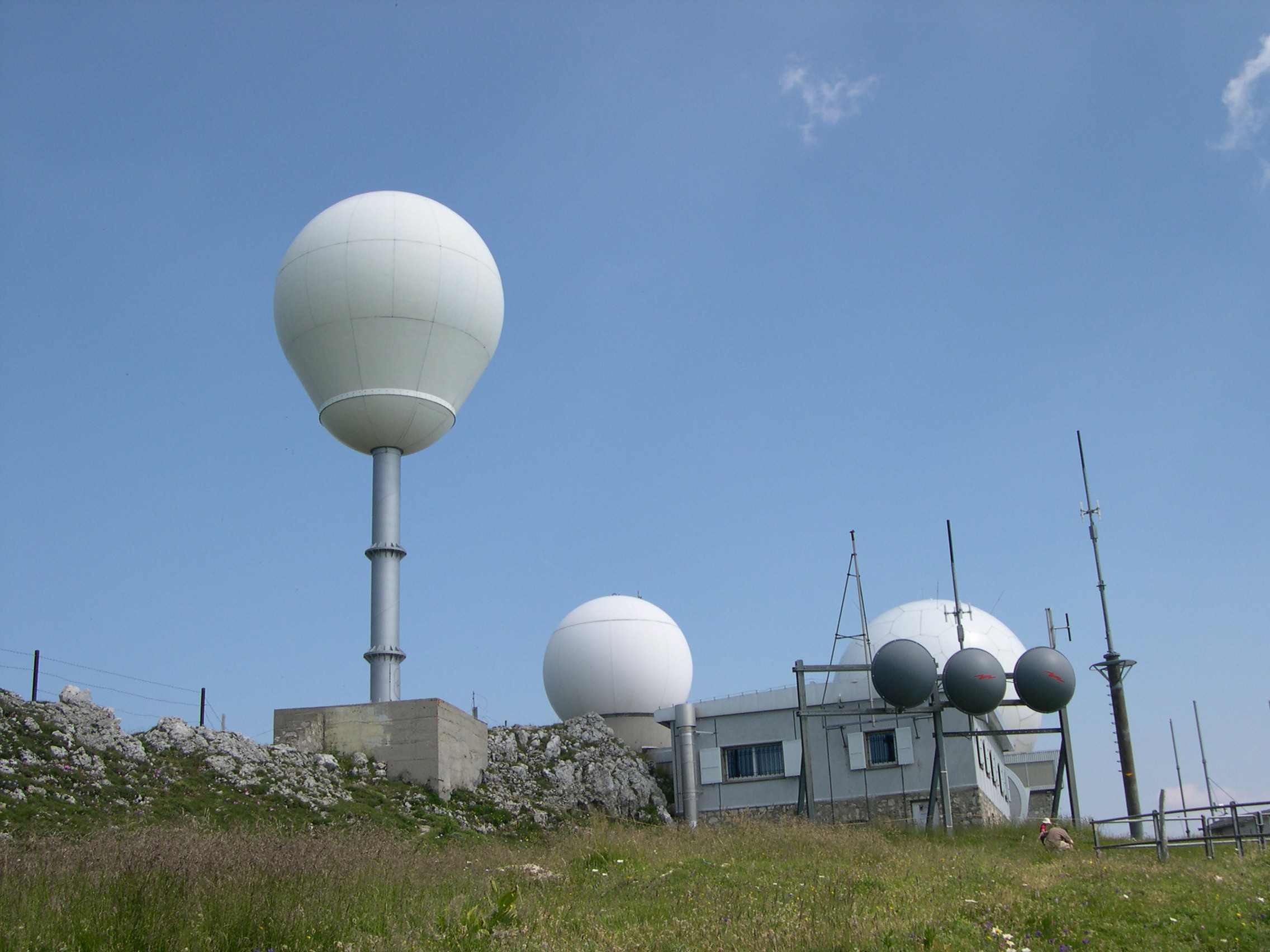
Radar na szczycie La Dôle

La Dôle (1677 m n.p.m.) – szczyt w górach Jura, drugi co do wysokości szczyt tego pasma górskiego (po Mont Tendre), położony całkowicie na terytorium Szwajcarii. Wznosi się w południowej części tego pasma górskiego, niespełna 2,5 km od granicy szwajcarsko-francuskiej.
Masyw La Dôle ma formę wąskiego, długiego grzbietu, biegnącego w linii północny wschód - południowy zachód, lokalnie odchylającego się ku linii północ-południe. Od strony północnej wyraźna przełęcz Col de Porte (1557 m n.p.m.) oddziela partię szczytową od kolejnego wzniesienia, zwanego Pointe de-Pôele Chaud (1629 m n.p.m.), natomiast na południu grzbiet masywu opada łagodnie i systematycznie aż po przełęcz Col de la Combe Blanche (ok. 1390 m n.p.m., już po francuskiej stronie granicy).
La Dôle zbudowana jest z potężnych ławic wapieni, których czoła widoczne są doskonale na stromych, skalistych południowo-wschodnich zboczach partii szczytowych. Zbocza północno-zachodnie są znacznie łagodniejsze, pokryte łąkami.
Na samym szczycie wznosi się charakterystyczna, widoczna z bardzo daleka budowla w kształcie białej kuli, mieszcząca radar lotniczy o strategicznym znaczeniu m.in. dla niedalekiego lotniska w Genewie. Obok niewielka budowla mieszcząca stację meteorologiczną Szwajcarskiego Instytutu Meteorologicznego (franc. L’Institut Suisse de Météorologie), bardziej znanego pod nazwą MétéoSuisse.
Od wschodu pod szczytem, na wysokości ok. 1440 m n.p.m., rozległa, dość równa hala z zabudowaniami gospodarstwa pasterskiego, zwanego Chalet de la Dôle (wyprowadza tu wąska droga jezdna znad Jeziora Genewskiego). Stąd na szczyt prowadzi kolej linowa, niedostępna dla ludności, przeznaczona do zaopatrzenia budowli na szczycie. Cały masyw jest w sezonie letnim intensywnie wypasany (bydło), a zwyczajnym widokiem są krowy pasące się pod samą kopułą radaru.
Szczyt La Dôle od dawna stanowi cel wycieczek turystycznych. Rozciąga się z niego jedna z ładniejszych panoram w tej części Szwajcarii. 26 października 1779 r. wierzchołek góry odwiedził słynny później poeta Johann Wolfgang Goethe. W jego spuściźnie literackiej zachował się opis wrażeń z kilkugodzinnego pobytu na szczycie i panoramy Alp, jaka się z niego otwierała. Dziś wejście turystyczne na szczyt jest całkowicie pozbawione trudności. Przez szczyt przebiega znakowany, dalekobieżny szlak turystyczny GR (franc. Grande Randonnée), z uwagi na doskonałe widoki na Jezioro Genewskie zwany Balcon du Léman. Widać stąd m.in. jezioro ze słynną genewską fontanną Jet d’Eau, a w dalszej odległości kilka grup górskich Alp z dominantami bliższego Mont Blanc czy dalszej La Meije. Widoczne są również najwyższe szczyty Jury: Mont Tendre i Chasseron na północy oraz Crêt de la Neige na południu. Najkorzystniejsze dojście: wspomnianym szlakiem turystycznym z miejscowości Saint-Cergue przez szczyt La Barillette i przełączkę Col de Porte.
Na północno-zachodnich zboczach góry zbudowano w ostatnich latach niewielki ośrodek narciarski, z jedną koleją krzesełkową i kilkoma dość długimi wyciągami narciarskimi. Charakteryzuje się dobrymi zwykle warunkami śniegowymi i tym, że dostęp do niego jest tylko z terytorium Francji (granica państwowa biegnie północno-zachodnimi podnóżami masywu).